# Кокилье
Кокилье́ (от фр. coquille — «раковина») — элемент отделки женского лёгкого платья. Представляет собой разновидность волана, обычно из тонкой ткани или кружев, используется на лифах, рукавах, по боку юбки и может быть одиночным или двойным, как притачным или настрочным, так и съёмным, прикрепляемом брошью или декоративной булавкой. Для обработки отлётного края кокилье используется мережка, закрутка и вышивка. Выкройки кокилье похожи на закрученные по спирали раковины, чем и объясняется название.